# Головкинский канал
Головкинский канал (Тимбер) (нем. Timber) — канал в Калининградской области России. Вход в канал находится у посёлка Зеленово у места слияния рек Швента и Залесинка. Выход из канала находится в 8 км от устья Немонина по левому берегу. В 4 км ниже по Немонину от устья Головкинского канала находится соимённый посёлок Головкино.
Объект входит в перечень водных путей РФ.

## Притоки
В Головкинский канал впадают следующие водотоки (км от устья):
- 13 км: канал Обводной канал (Берце-Грибе)
- 19 км: река Швента (Швентойе)
- 22 км: река Залесинка-Темная (Элькснефлюс)
- 22 км: река Мучная (Либе)

## Данные водного реестра
По данным государственного водного реестра России относится к Балтийскому бассейновому округу, водохозяйственный участок реки — реки бассейна Балтийского моря в Калининградской области без рек Неман и Преголя, подбассейн у канала отсутствует. Относится к речному бассейну реки Неман и рекам бассейна Балтийского моря (российская часть в Калининградской области).
Код объекта в государственном водном реестре — 01010000322304300009811.